# Prix de la critique Serra d'Or de littérature et essai
Le Prix de la critique Serra d'Or, de son nom complet Prix de la critique Serra d'Or en littérature et essai (en catalan : Premi Crítica Serra d'Or de Literatura i Assaig), est un prix littéraire qui est attribué chaque année par la revue Serra d'Or pour la ou les meilleures œuvres littéraires de l'année écrite en catalan, et dont la publication a eu lieu l'année avant la remise de la récompense. Le prix est dépourvu de dotation économique, mais bénéficie d'un grand prestige dans le milieu culturel catalan ; en effet, contrairement à d'autres prix, le jury distingue des œuvres considérées importantes pour l'environnement culturel catalan, sans qu'aucun candidat ne se soit présenté.

## Histoire
Bien que le prix soit destiné à promouvoir la culture catalane et à cet effet récompense les œuvres écrites en catalan, il y a toutefois eu quelque exception, avec la récompense en 1981 d'une œuvre française, Monsieur Teste, de Paul Valéry, mais éditée par des catalans, Jordi Llovet i Pomar (ca) et Àlex Susanna i Nadal (ca) ; de l'essai De la vida privada, écrit en espagnol par le catalan Lluís Flaquer. À noter la présence de deux français d'expression catalane, Jordi Pere Cerdà, récompensé en 1985 pour le recueil de nouvelles Col·locació de personatges en un jardí tancat, et Joan-Lluís Lluís, récompensé en 2009 pour le roman Aiguafang.

## Lauréats
Le prix a été décerné chaque année depuis sa création en 1967, et dans plusieurs modalités dont le nombre est variable, d'une année à l'autre. En effet, les modalités changent, se créent et se divisent de façon discontinue, au gré du jury. Certains prix sont par exemple créés de façon exceptionnelle, comme les modalités « recueil de lettres » ou « prose journalistique », et tandis que d'autres pourraient s'inscrire dans une catégorie déjà existante, comme celles d'« histoire littéraire » ou de « reportage historique », qui distinguent un essai. Joaquim Molas i Batllori (ca) se distingue en ce sens en recevant 2 de ses 3 prix pour des modalités uniques : « histoire littéraire » et « critique littéraire ».

### Années 1960
- 1967
  - Jaume Lorés i Caballería (ca), pour Problemes del nostre cristianisme, essai.
  - Mercè Rodoreda, pour El carrer de les camèlies, roman.
  - Gabriel Ferrater, pour Teoría dels cossos, recueil de poésie.
  - Josep Pla, pour El quadern gris (ca), œuvre narrative non fiction.
- 1968
  - Jordi Solé Tura, pour Catalanisme i revolució burgesa, essai.
  - Mercè Rodoreda, pour La meva Cristina i altres contes, contes.
  - Manuel de Pedrolo, pour Totes les bèsties de càrrega, roman.
  - Marià Manent i Cisa (ca), pour Com un núvol lleuger, recueil de poésie.
  - Baltasar Porcel, pour Arran de mar, œuvre narrative non fiction.
- 1969
  - Joan Fuster, pour Heretgies, revoltes i sermons, essai.
  - Pere Calders, pour Tots els contes, contes.
  - Baltasar Porcel, pour Els argonautes, roman.
  - Pere Quart, pour Circumstàncies, recueil de poésie.
  - Marià Manent i Cisa, pour A flor d'oblit, œuvre narrative non fiction.
  - Josep Vicenç Foix, pour Darrer comunicat, poème en prose.

### Années 1970
- 1970
  - Albert Manent i Segimon (ca), pour Josep Carner i el Noucentisme, essai.
  - Jordi Sarsanedas i Vives (ca), pour El balcó, contes.
  - Terenci Moix, pour El día que va morir Marilyn, roman.
  - Clementina Arderiu i Voltas, pour L'esperança encara, recueil de poésie.
- 1971
  - Alexandre Cirici i Pellicer, pour L'art català contemporani, essai.
  - Baltasar Porcel, pour Difunts sota els ametllers en flor, contes.
  - Vicenç Riera i Llorca (ca), pour Amb permís de l'enterramorts, roman.
  - Joan Brossa, pour Poesía rasa, recueil de poésie.
  - Ferran Soldevila i Zubiburu (ca), pour Al llarg de la meva vida, œuvre narrative non fiction.
- 1972
  - Alexandre Cirici i Pellicer, pour Miró llegit, essai.
  - Joan Coromines, pour Lleures i converses d'un filòleg, essai.
  - Manuel de Pedrolo, pour Situació analítica, roman.
  - Salvador Espriu, pour Setmana Santa, recueil de poésie.
  - Tomàs Pàmies i Pla (ca) et Teresa Pàmies, pour Testament a Praga, œuvre narrative non fiction.
- 1973
  - Joan Fuster, pour Literatura catalana contemporània, essai.
  - Terenci Moix, pour Siro o la increada consciència de la raça, roman.
  - Vicent Andrés Estellés, pour Recomane tenebres, recueil de poésie.
  - Josep Pla, pour El que hem menjat, œuvre narrative non fiction.
  - Maurici Serrahima i Bofill (ca), pour Del passat quan era present, œuvre narrative non fiction.
  - Josep Vicenç Foix, pour Tocant a mà..., poème en prose.
- 1974
  - Marià Manent i Cisa, pour Poesía, llenguatge, forma, essai.
  - Oriol Pi de Cabanyes i Almirall (ca), pour Oferiu flors als rebels que fracassaren, roman.
  - Joan Brossa, pour Cappare, recueil de poésie.
  - Joan Brossa, pour Poesia escènica, recueil de théâtre.
  - Josep Carner i Puig-Oriol, pour Del Pròxim Orient, œuvre narrative non fiction.
  - Aurora Bertrana i Salazar, pour Memòries fins a 1935, œuvre narrative non fiction.
- 1975
  - Antoni Tàpies, pour L'art contra l'estètica, essai.
  - Manuel de Pedrolo, pour Contes i narracions (segon volum), contes.
  - Miquel Àngel Riera Nadal (ca), pour Morir quan cal, roman.
  - Vicent Andrés Estellés, pour Les pedres de l'àmfora, recueil de poésie.
  - Eugeni Xammar i Puigventós (ca), pour Seixanta anys d'anar pel món, œuvre narrative non fiction.
  - Josep Vicenç Foix, pour 99 notes sobre ficcions poncianes, poème en prose.
- 1976
  - Joan Lluís Marfany (ca), pour Aspectes del Modernisme, essai.
  - Marià Manent i Cisa, pour El vel de Maia, biographie/mémoire.
  - Baltasar Porcel, pour Cavalls cap a la fosca, roman.
  - Pere Quart, pour Obra poètica, œuvre complète.
  - Joan Vinyoli, pour Ara que és tard, recueil de poésie.
  - Joan Puig i Ferreter (ca), pour Ressonàncies. Diari d'un escriptor, œuvre narrative non fiction.
  - Joan Ferraté i Soler (ca), pour la traduction poétique de Vuitanta-vuit poemes, de Cavafis.
- 1977
  - Francesc Fontbona de Vallescar (ca), pour La crisi del Modernisme artístic', essai.
  - Terenci Moix, pour La caiguda de l'Imperi Sodomita i altres històries herètiques, contes.
  - Manuel de Pedrolo, pour Procés de contradicció suficient, roman.
  - Joan Vinyoli, pour Vent d'aram, recueil de poésie.
  - Josep Pla, pour Articles amb cua, œuvre narrative non fiction.
  - Josep Carner i Puig-Oriol, pour la traduction de Assaig.
  - Marià Manent i Cisa, pour la traduction du recueil de poésie Llibres profètics, de William Blake.
- 1978
  - Joan Ferraté i Soler, pour Lectura de La Terra Gastada de T.S. Eliot, essai.
  - Antoni Tàpies, pour Memòria personal, biographie/mémoire.
  - Joan Puig i Ferreter, pour L'Ascensió. El pelegrí apassionat. Volum XII, roman.
  - Joan Brossa, pour Poemes de seny i cabell, recueil de poésie.
  - Montserrat Roig, pour Els catalans als camps nazis, reportage historique.
  - Carles Riba, pour la traduction de l'œuvre dramatique Tragèdies de Sophocle et Euripide.
- 1979
  - Pere Calders, pour Invasió subtil i altres contes, contes.
  - Maurici Serrahima i Bofill, pour Memòries de la guerra i de l'exili (Vol. I), biographie/mémoire.
  - Josep Albanell i Tortades (ca), pour Ventada de morts', roman.
  - Joan Brossa, pour Poesía escènica 1958-1962. Teatre complet. Vol. III, œuvre dramatique complète.
  - Vicent Andrés Estellés, pour la traduction du recueil de poésie Balanç de mar.
  - Joan Ferraté, pour la traduction du recueil de poésie Poesies, de Cavafis.

### Années 1980
- 1980
  - Emili Teixidor i Viladecàs, pour Sic trànsit Glòria Swanson, contes.
  - Feliu Formosa i Torres (ca), pour El present vulnerable', roman.
  - Josep Vicenç Foix, pour Obres completes, Volum II, œuvre complète.
  - Segimon Serrallonga i Morer (ca), pour Poemes 1950-1975, recueil de poésie.
  - Josep Pla, pour Notes de capvesprol, prose.
  - Marià Manent i Cisa, pour la traduction du recueil de poésie Poemes, d'Emily Dickinson.
- 1981
  - Jordi Llovet i Pomar (ca) et Àlex Susanna i Nadal (ca), pour l'édition de l'œuvre étrangère Monsieur Teste, de Paul Valéry.
  - Quim Monzó, pour Olivetti, Moulinex, Chaffoteaux et Maury (ca)[1],[2], recueil de nouvelles.
  - Josep Lozano i Lerma, pour Crim de germania, roman.
  - Josep Maria Llompart de la Peña, pour Mandràgola, recueil de poésie.
  - Mercè Rodoreda, pour Viatges i flors, prose.
  - Alfred Badia i Gabarró (ca), pour la traduction du recueil de poésie Sonets a Orfeu, de Rainer Maria Rilke.
- 1982
  - Pere Gimferrer, pour Dietari 1979-1980, journal.
  - Germà Colón et Arcadi García i Sanz (ca), pour l'édition de l'œuvre catalane Llibre del Consolat de Mar
  - Mercè Rodoreda, pour Quanta, quanta guerra, roman.
  - Joan Vinyoli, pour A hores petites, recueil de poésie.
  - Salvador Espriu, pour Les roques i el mar, el blau, prose.
  - Joaquim Mallafrè i Gavaldà (ca), pour la traduction Ulysse, de James Joyce.
  - Marià Manent i Cisa, pour la traduction du recueil de poésie Poemes, de Archibald MacLeish.
  - Manuel Carbonell, pour la traduction du recueil de poésie Himnes, de Friedrich Hölderlin.
- 1983
  - Lluís Flaquer, pour De la vida privada, essai.
  - Marià Manent i Cisa, pour L'aroma d'arç. Dietari dispers 1919-1981, journal.
  - Maurici Serrahima i Bofill, pour La frontissa, roman.
  - Joan Margarit i Consarnau, pour Cants d'Hekatònim de Tifundis, recueil de poésie.
  - Josep Murgades i Barceló (ca), pour la traduction de Narracions completes I i II, de Franz Kafka.
  - Alfred Badia i Gabarró, pour la traduction de l'anthologie poétique Poesía trobadoresca.
- 1984
  - Xavier Fàbregas i Surroca (ca), pour El llibre de les bèsties, essai.
  - Lluís Guarner, pour l'édition de Poesía valenciana completa, de Teodor Llorente Olivares.
  - Agustí Espriu i Malagelada, Nuria Noguera i Baró i M. Assumpció Pons i Recolons, pour Aproximació històrica al mite de Sinera, étude littéraire.
  - Joaquim Molas i Batllori (ca), pour La literatura catalana d'avantguarda 1916-1938, histoire littéraire.
  - Pere Calders, pour Tot s'aprofita, recueil de nouvelles.
  - Miquel Àngel Riera Nadal, pour Panorama amb dona, roman.
  - Miquel de Palol i Muntanyola, pour El porxo de les Mirades, recueil de poésie.
  - Pere Gimferrer, pour Fortuny, prose.
  - Marià Villangómez Llobet (ca), pour la traduction du recueil de poésie Trenta-quatre poemes, de Y. B. Yates.
- 1985
  - Antoni Marí i Muñoz (ca), pour L'home de geni, essai.
  - Joan Francesc Mira, pour Crítica de la nació pura, essai.
  - Tomàs Garcés i Miravet, pour Temps que fuig, journal.
  - Jordi Pere Cerdà, pour Col·locació de personatges en un jardí tancat, recueil de nouvelles.
  - Jaume Cabré, pour Fra Junoy o l'agonia dels sons, roman.
  - Joan Vinyoli, pour Passeig d'aniversari, recueil de poésie.
  - Xavier Benguerel i Llobet, pour la traduction du recueil de poésie Faules, de Jean de La Fontaine.
- 1986
  - Antoni Comas i Pujol (ca), pour Mirador, essai.
  - Quim Monzó, pour L'illa de Maians, recueil de nouvelles.
  - Olga Xirinacs Díaz, pour Al meu cap una llosa, roman.
  - Narcís Comadira i Moragriega, pour Enigma, recueil de poésie.
  - Carme Arenas i Elisabetta Sarmanti, pour la traduction de La consciència de Zeno, de Italo Svevo.
  - Xavier Benguerel i Llobet, pour la traduction du recueil de poésie Les Fleurs du mal, de Charles Baudelaire.
- 1987
  - Dolors Oller, pour La construcció del sentit, essai.
  - Gabriel Ferrater, pour Paper, cartes, paraules, bio-bibliographie — posthume.
  - Mercè Rodoreda, pour La mort i la primavera, roman.
  - Marià Villangómez Llobet, pour Obra completa, poesía, œuvre complète.
  - Francesc Prat i Figueres (ca), pour Larari, recueil de poésie.
  - Carme Gala, pour la traduction de La llengua salvada.
  - María-Dolors Folch et Marià Manent i Cisa, pour la traduction du recueil de poésie Vell país natal, de Wang Wei.
- 1988
  - Carme Arnau, pour Marginats i integrats en la novel·la catalana(1925-1938), essai.
  - Jordi Rubió i Balaguer (ca), pour Història de la literatura catalana, III, œuvre complète.
  - Joan Margarit i Consarnau, pour La dona del navegant, recueil de poésie.
  - Carme Serrallonga (es), pour la traduction du roman Berlín Alexanderplatz, de Alfred Döblin.
  - Salvador Oliva i Llinàs (ca), pour la traduction de l'œuvre dralatique Tot va bé si acaba bé, El Mercader de Venècia i l'Amansiment de la fúria, de William Shakespeare.
- 1989
  - Antoni Marí i Muñoz, pour La voluntat expressiva, essai.
  - Lola Badia, pour De Bernat Metge a Joan Roís de Corella, étude littéraire.
  - Josep Maria Castellet, pour Els escenaris de la memòria, biographie/mémoire.
  - Jesús Moncada, pour Camí de Sirga, roman.
  - Pere Gimferrer, pour El vendaval, recueil de poésie.
  - Jaume Fuster (es), pour la traduction du roman Bella del senyor, de Albert Cohen.

### Années 1990
- 1990
  - Josep Navarro Santaeulàlia, pour Qüestió de mots, essai.
  - Oriol Bohigas i Guardiola, pour Combat d'incerteses, biographie/mémoire.
  - Josep Palàcios i Martínez (ca), pour Alfabet, recueil de nouvelles.
  - Miquel de Palol i Muntanyola, pour El jardí dels set crepuscles, roman.
  - Jordi Sarsanedas i Vives, pour El balcó, recueil de poésie.
  - Miquel Dolç i Dolç (ca), pour la traduction de Les Confessions, de Augustin d'Hippone.
- 1991
  - Carles-Jordi Guardiola i Noguera (ca), pour l'édition de Les cartes de Carles Riba, I: 1910-1938.
  - Martí de Riquer, pour Aproximació al « Tirant lo Blanc », étude littéraire.
  - Manuel Ibáñez i Escofet (ca), pour La memòria és un gran cementiri, biographie/mémoire.
  - Manuel de Pedrolo, pour Disset contes i una excepció, recueil de nouvelles.
  - Miquel Bauçà Rosselló, pour L'estuari, roman.
  - Jaume Pont Ibáñez (ca), pour Raó d'atzar, recueil de poésie.
  - Mònika Zgustovà, pour la traduction du roman Anunci d'una casa on no vull viure, de Bohumil Hrabal.
- 1992
  - Enric Vicent Sòria i Parra, pour Mentre parlem, journal.
  - Ferran Carbó Aguilar (ca), pour Introducció a la poesía de Joan Vinyoli, étude littéraire.
  - Manuel de Pedrolo, pour Darrers diaris inèdits. Blocs 1988-1990, biographie/mémoire.
  - Antoni Marí i Muñoz, pour El vas de plataa, recueil de nouvelles.
  - Jaume Cabré, pour Senyoria, roman.
  - Enric Casasses i Figueres, pour La cosa aquella, recueil de poésie.
- 1993
  - Narcís Garolera i Carbonell (ca), pour l'étude littéraire en introduction de Excursions i Viatges, de Jacint Verdaguer.
  - Miquel Desclot, pour Llibre de Durham, biographie/mémoire.
  - Isabel-Clara Simó, pour Històries perverses, recueil de nouvelles.
  - Maria Barbal i Farré, pour Càmfora, roman.
  - Josep Maria Llompart de la Peña, pour Spiritual, recueil de poésie.
  - Francesc Parcerisas i Vázquez (ca), pour la traduction du roman La llanterna de l'arç, de Seamus Heaney.
- 1994
  - Carles Miralles i Solà, pour Sobre Foix, essai.
  - Rosa Delor, pour Salvador Espriu, els anys d'aprenentatge. 1929-1943, étude littéraire.
  - Cristina Badosa, pour Josep Pla, el difícil equilibri entre la literatura i la política, biographie/mémoire.
  - Quim Monzó, pour El perquè de tot plegat (ca), recueil de nouvelles.
  - Ramon Solsona i Sancho, pour Les hores detingudes, roman.
  - Ramon Guillem Alapont (ca), pour Terra d'aigua, recueil de poésie.
  - Valentí Puig i Mas (ca), pour Annus Horribilis, prose non fiction.
  - Dolors Cinca, pour la traduction du recueil de poésie Només un altre any, de Mahmud Darwix.
  - Gerard Vergés i Príncep (ca), pour la traduction du recueil de poésie Tots els sonets, de William Shakespeare.
- 1995
  - Antoni Marí i Muñoz, pour Formes de l'individualisme, essai.
  - Joan Pujadas i Josep Ferrer, pour Epistolari de Joan Fuster-Vicenç Riera Llorca, recueil de lettres.
  - María Campillo, pour Escriptors catalans i compromís antifeixista (1936-1939), étude littéraire.
  - Jordi Sarsanedas i Vives, pour De Famagusta a Antofagasta, recueil de nouvelles.
  - Maria Mercè Marçal, pour La passió segons Renée Vivien, roman.
  - Feliu Formosa i Torres, pour Al llarg de tota una impaciència', recueil de poésie.
  - Pere Calders, pour Mesures, alarmes i prodigis, prose journalistique.
  - Jaume Bofill i Ferro, pour la traduction de Converses amb Goethe, de Johann Peter Eckermann.
- 1996
  - Josep Piera i Rubió, pour El paradís de les paraules, essai.
  - Marina Gustà, pour Els orígens ideològics i literaris de Josep Pla, étude littéraire.
  - Ricard Torrents i Bertrana (ca), pour Jacint Verdaguer, estudis i aproximacions, étude littéraire.
  - Josep de Calassanç Laplana i Puy (ca), pour Santiago Rusiñol, el pintor, l'home, biographie/mémoire.
  - Antoni Marí i Muñoz, pour El camí de Vincennes, roman.
  - Joan Brossa, pour Passat festes, recueil de poésie.
  - Jordi Parramon i Blasco (ca), pour la traduction de Métamorphoses d'Ovide.
- 1997
  - Quim Monzó, pour Guadalajara (ca), contes.
  - Joaquim Molas i Batllori, pour Obra crítica, I, critique littéraire.
  - Ricard Torrents i Bertrana, pour Dos màrtirs de ma pàtria, o siga Llucià i Marcià de Jacint Verdaguer, étude littéraire.
  - Damià Huguet Roig (ca), pour Les fites netes, biographie/mémoire.
  - Jaume Cabré, pour L'ombra de l'enunuc, roman.
  - Jaume Pont Ibáñez, pour Raó d'atzar, recueil de poésie.
  - Josep-Ramon Bach (ca), pour L'ocell imperfecte', poème en prose.
  - Dolors Cinca et Margarida Castells (es), pour la traduction de Les Mille et Une Nuits.
  - Rafael M. Bofill, pour la traduction de Viatge a Itàlia, de Goethe.
- 1998
  - Xavier Pla i Barbero (ca), pour Josep Pla, ficció autobiogràfica i veritat narrativa, essai.
  - Sergi Pàmies, pour La gran novel·la sobre Barcelona, contes.
  - Jesús Moncada, pour Estremida memòria, roman.
  - Miquel Martí i Pol, pour Llibre de les solituds, recueil de poésie.
  - Manuel Balasch i Recort (ca), pour la traduction de l' Iliade, d'Homère.
- 1999
  - Marie-Claire Zimmermann, pour Ausiàs March o l'emergència del jo, étude littéraire.
  - Margalida Pons i Jaume (ca), pour Poesía insular de postguerra: quatre veus dels anys cinquanta, étude littéraire.
  - Jordi Puntí, pour Pell d'armadillo, recueil de nouvelles.
  - Lluís-Anton Baulenas, pour El fil de plata, roman.
  - Montserrat Abelló i Soler, pour Dins l'esfera del temps, recueil de poésie.
  - Miquel Bauçà Rosselló, pour El canvi, prose.
  - Assumpta Camps, pour la traduction de El Zibaldone dels pensaments de Giacomo Leopardi.

### Années 2000
- 2000
  - Joaquim Molas i Batllori, pour Obra crítica, volum II, étude littéraire.
  - Carles Fontserè, pour Un exiliat de tercera, biographie/mémoire.
  - Josep Albanell i Tortades, pour Xamfrà de tardor, roman.
  - Josep Navarro Santaeulàlia, pour Bulbs, roman.
  - Bartomeu Fiol i Móra (ca), pour Tot jo és una exageració, recueil de poésie.
  - Josep Maria Fulquet i Vidal (ca) et Pauline Ernest, pour la traduction du recueil de poésie Cartes d'aniversari (Birthday Letters), de Ted Hughes.
- 2001
  - Enric Vicent Sòria i Parra, pour L'Espill de Janus, essai.
  - Marius Serra, pour Verbàlia, étude littéraire.
  - Jaume Cabré, pour Viatge d'hivern, recueil de nouvelles.
  - Carme Riera Guilera, pour Cap al cel obert, roman.
  - Màrius Sampere i Passarell (ca), pour Subllum, recueil de poésie.
  - Joan Francesc Mira, pour la traduction du recueil de poésie de la Divine Comédie, de Dante Alighieri
- 2002
  - Julià Guillamon (ca), pour La ciutat interrompuda, essai.
  - Joan Triadú i Font (ca), pour Dies de memòria 1938-1940. Diari d'un mestre adolescent, journal.
  - Moisès Broggi, pour Memòries d'un cirurgià, biographie/mémoire.
  - Manuel Zabala, pour Ieu Sabi un conte..., recueil de nouvelles.
  - Baltasar Porcel, pour L'emperador o l'ull del vent, roman.
  - Jordi Sarsanedas i Vives, pour L'enlluernament, el cap del carrer, recueil de poésie.
  - Manel Forcano i Aparicio (ca), pour la traduction du recueil de poésie Clavats a la carn del món, de Yehuda Amichaï.
- 2003
  - Miquel de Palol i Muntanyola, pour La poesía en el Boudoir et Els proverbis, essai.
  - Damià Pons Pons (ca), pour Entre l'afirmació individualista i la desperta col·lectiva, étude littéraire.
  - Àngel Burgas (ca), pour Adéu, recueil de nouvelles.
  - Ferran Torrent i Llorca, pour Societat limitada, roman.
  - Teresa Pascual i Soler (ca), pour El temps en ordre, recueil de poésie.
  - Gabriel Sampol et Nicolau Dols, pour la traduction de Llibre del desassossec, de Fernando Pessoa.
  - Joaquim Sala-Sanahuja, pour Poemes de Fernando Pessoa, Poemes de Alberto Caeiro, Poemes de Álvaro de Campos, Odes de Ricardo Reis.
- 2004
  - Francesc Folquet, pour María Àngels Anglada. Passió per la memòria, biographie/mémoire.
  - Josep Romeu i Figueras (ca), pour El quadern de memòries, biographie/mémoire.
  - Susanna Rafart, pour La inundació, recueil de nouvelles.
  - Ramon Monton i Lara (ca), pour El nyèbit (ca), roman.
  - Carles Duarte i Montserrat (ca), pour El centre del temps, recueil de poésie.
  - Jaume Ferrer i Anna Gil, pour la traduction du recueil de poésie Khamriyyat. Poesía bàquica, de Abú-Nuwàs.
- 2005
  - Agustí Pons i Mir (ca), pour Nèstor Lujan. El periodisme liberal, biographie/mémoire.
  - Joan Rendé i Masdéu (ca), pour La pedra a la sabata, recueil de nouvelles.
  - Baltasar Porcel, pour Olympia a mitjanit, roman.
  - Jordi Pàmias i Grau (ca), pour Terra cansada, recueil de poésie.
  - Narcís Comadira i Moragriega, pour la traduction du recueil de poésie Cants, de Giacomo Leopardi.
- 2006
  - Jordi Balló i Fantova (ca) et Xavier Pérez, pour Jo ja he estat aquí. Ficcions de la repetició, essai.
  - Enric Vicent Sòria i Parra, pour La lentitud del mar. Dietari 1989-1997, journal.
  - Vicent Simbor, pour El realisme compromès en la narrativa catalana de postguerra, étude littéraire.
  - Josep Maria Fonalleras i Codony (ca), pour Sis homes, recueil de nouvelles.
  - Albert Sánchez Piñol, pour Pandora al Congo (ca), recueil de nouvelles.
  - Josep Palau i Fabre, pour Obra literària completa I. Poesía, teatre i contes, œuvre complète.
  - Joan Margarit i Consarnau, pour Càlcul d'estructures, recueil de poésie.
  - Margarita Castells et Manuel Forcano, pour la traduction de Els viatges, de Ibn Battûta.
- 2007
  - Francesco Ardolino, pour Una literatura entre el dogma i l'heretgia. Les influències dantesques en l'obra de Joan Maragall, étude littéraire.
  - Francesc Serés, pour La força de la gravetat, recueil de nouvelles.
  - Julià de Jòdar i Muñoz, pour El metall impur, roman.
  - Ponç Pons (ca), pour Nura, recueil de poésie.
  - Vicent Alonso, pour la traduction de Assaigs, de Michel de Montaigne.
- 2008
  - Pere Ballart, pour El riure de la màscara, essai.
  - Margalida Pons i Jaume, pour Textualisme i subversió: formes i condicions de la narrativa experimental catalana (1970-1985), étude littéraire.
  - Antoni Vidal Ferrando (ca), pour L'illa dels dòlmens, roman.
  - Jordi Llavina (ca), pour Diari d'un setembrista, recueil de poésie.
  - Pau Joan Hernàndez (ca), pour la traduction de Les benignes, de Jonathan Littell.
- 2009
  - Joan Ramon Resina (ca), pour La vocació de modernitat de Barcelona. Auge i declivi d'una imatge urbana, étude littéraire.
  - Joan Triadú i Font (ca), pour Memòries d'un segle d'or, biographie/mémoire.
  - Guillem Frontera (ca), pour La mort i la pluja, recueil de nouvelles.
  - Joan-Lluís Lluís, pour Aiguafang, roman.
  - Hilari de Cara (ca), pour Postals de cendres, recueil de poésie.

### Années 2010
- 2010
  - Josep Maria Castellet, pour Seductors, il·lustrats i visionaris. Sis personatges en temps adversos, biographie/mémoire.
  - Pau Faner (ca), pour El cant de l’Alosa, recueil de nouvelles.
  - Miquel de Palol i Muntanyola, pour El testament d'Alcestis, roman.
  - Cèlia Sànchez-Mústich, pour A la taula del mig, recueil de poésie.
  - Jaume Creus i del Castillo (ca), pour la traduction du recueil de poésie Poesía completa, de Anna Akhmatova.
- 2011
  - Anna Esteve, pour El dietarisme entre dos segles (1970-2000), étude littéraire.
  - Miquel Pairolí i Sarrà (ca), pour Octubre, biographie/mémoire.
  - Julià de Jòdar i Muñoz, pour La pastoral catalana, roman.
  - Miquel Bezares (ca), pour L'espiga del buit, recueil de poésie.
  - Enric Casasses, pour la traduction de El gobelet de Daus, de Max Jacob.
- 2012
  - Montserrat Corretger, pour Domènec Guansé, crític literari i novel·lista: entre l'exili i el retorn, étude littéraire.
  - Alba Dedeu, pour Gats al parc, recueil de nouvelles[3].
  - Jaume Cabré, pour Confiteor (Jo confesso), roman[3].
  - Lluís Calvo i Guardiola (ca), pour Estiula, recueil de poésie[3].
  - Helena Vidal, pour la traduction de Armènia en prosa i en vers, de Ossip Mandelstam.
- 2013
  - Josefa Contijoch (ca), pour Sense alè, roman[4].
  - Narcís Comadira i Moragriega, pour Lent, recueil de poésie[4].
  - Antoni Gomila Nadal (ca), pour Acorar, œuvre dramatique[4].
  - Joana Raspall i Juanola, pour l'ensemble de son œuvre[4].
  - Rosa Cabré, Baltasar Porcel i Llorenç Villalonga. Les passions ocultes. Epistolari complet (1957-1976), recueil de lettres.
- 2014
  - Josep Maria Fonalleras (ca), pour Climent, roman[5].
  - Carles Camps Mundó (ca), pour L'oració total, recueil de poésie[5].
  - Mercè Ibarz, pour Vine com estàs, narration[5].
  - Antònia Tayadella, pour Sobre literatura del segle XIX, essai[5].
  - Dolors Udina, pour la traduction de La senyora Dalloway, de Virginia Woolf[5].
- 2015
  - Jordi Coca (ca), pour le roman El diable i l'home just[6],[7].
  - Francesc Serés, pour le récit La pell de la frontera[6],[7].
  - Francesc Parcerisas (ca), pour le recueil de poésie Seixanta-un poemes[6],[7].
  - Carles Lluch, pour l'essai littéraire Novel·la catalana i novel·la catòlica: Sales, Benguerel, Bonet[6],[7].
  - Jaume Cristòfol Pons (ca), pour la traduction du recueil de poésie Feuilles d'herbe de Walt Whitman[6],[7].
- 2016
  - Martí Domínguez i Romero (ca), pour le roman La sega[8].
  - Josep Albanell (ca), pour le récit Les fantasies del nàufrag[8].
  - Josep-Ramon Bach (ca), pour le recueil de poésie Caïm[8].
  - Julià Guillamon (ca), pour l'essai littéraire Joan Perucho (ca), cendres i diamants[8].
  - Josep Maria Jaumà (ca), pour la traduction du recueil de poésie Irlanda indòmita de William Butler Yeats[8].
- 2017
  - Joan-Lluís Lluís, pour le roman El navegant[9].
  - Jordi Lara (ca), pour le récit Mística Conilla[9].
  - Mireia Vidal-Conte (ca), pour le recueil de poésie Ouse[9].
  - Gabriel Janer Manila (ca), pour la biographie Ha nevat sobre Yesterday[9].
  - Xavier Montoliu Pauli, pour la traduction du roman De ce iubim femeile (Pourquoi nous aimons les femmes) de Mircea Cărtărescu[9].
- 2018
  - Mercè Ibarz pour l'essai L'amic de la finca roja.
  - Josep Lluís Badal (ca) pour le roman Les coses que realment han vist aquests ull inexistents.
  - Teresa d'Arenys pour le recueil de poésie Obra Poetica (1973-2015).
  - Adrià Pujol (ca) pour L'eclipsi, traduction de La Disparition de Georges Perec.
- 2019
  - Melcior Comes (ca) pour le roman Sobre la terra impura[10]
  - Sebastià Alzamoras (ca) pour le recueil de poésie La netedad[10]
  - Sergi Pàmies pour le récit L"art de portar gavardina[10]
  - Ingrid Guardiola pour  l'essai L'ull i la navalla[10]
  - Esther Tallada pour la traduction de Lumière d'août de William Faulkner[10]
  - Agustí Pons pour la biographie Maria Aurèlia Capmany, l'època d'una dona[10]
- 2020
  - Marta Marín-Dòmine (ca) pour le roman Fugir era el més bell que teníem[11]
  - Dolors Miquel (ca) pour le recueil de poésie Ictiosaure[11]
  - Víctor Garcia Tur (ca) pour le récit El país dels cecs[11]
  - Arnau Barios (ca) pour la traduction de Eugène Onéguine d'Alexandre Pouchkine[11]
  - Àlex Susanna (ca) pour l'autobiographie Paisatge amb figures[11]
- 2021
  - Jordi Cussà (ca) pour le roman El primer emperador i la reina Lluna[12]
  - Antònia Vicens (ca) pour le recueil de poésie Pare, què fem amb la mare nostra[12]
  - Antoni Martí Monterde (ca) pour l'essai Stefan Zweig i els suïcidis d’Europa[12]
  - Antoni Clapés (ca) pour la traduction de Tel quel de Paul Valéry[12]
  - Josep Igual (ca) pour la biographie L’eternitat enamoradà: Tres i Quatre[12]
- 2022
  - Víctor García Tur (ca) pour le roman L'aigua que vols[13]
  - Carles Dachs (ca) pour le recueil de poésie Vent a la mà[13]
  - Joan Todó (ca) pour l'essai La vérité est un portail. Vie et opinions de Joaquim Soler i Ferret[13]
  - Josep Maria Jaumà i Musté (ca) pour la traduction de Poésie Complète de T. S. Eliot[13]

## Lauréats qui ont gagné plusieurs fois le prix
Lauréats de 9 prix
- Marià Manent i Cisa (ca) (1968, recueil de poésie ; 1969, œuvre narrative non fiction ; 1974, essai ; 1976, biographie/mémoire ; 1977, traduction poétique ; 1980, traduction poétique ; 1982, traduction poétique ; 1983, journal ; 1987, traduction poétique)

Lauréats de 6 prix
- Joan Brossa (1971, recueil de poésie ; 1974, recueil de poésie ; 1974, recueil de théâtre ; 1978, recueil de poésie ; 1979, œuvre dramatique complète ; 1996, recueil de poésie)
- Baltasar Porcel (1968, œuvre narrative non fiction ; 1969, roman ; 1971, contes ; 1976, roman ; 2002, roman ; 2005, roman)
- Manuel de Pedrolo (1968, roman ; 1972, roman ; 1975, contes ; 1977, roman ; 1991, recueil de nouvelles ; 1992, biographie/mémoire)

Lauréats de 5 prix
- Mercè Rodoreda (1967, roman ; 1968, contes ; 1981, prose ; 1982, roman ; 1987, roman)
- Antoni Marí i Muñoz (ca) (1985, essai ; 1989, essai ; 1992, recueil de nouvelles ; 1995, essai ; 1996, roman)
- Jaume Cabré (1985, roman ; 1992, roman ; 1997, roman ; 2001, recueil de nouvelles ; 2012, roman)

Lauréats de 4 prix
- Josep Pla (1967, œuvre narrative non fiction ; 1973, œuvre narrative non fiction ; 1977, œuvre narrative non fiction ; 1980, prose)
- Josep Vicenç Foix (1969, poème en prose ; 1973, poème en prose ; 1975, poème en prose ; 1980, œuvre complète)
- Joan Vinyoli (1976, recueil de poésie ; 1977, recueil de poésie ; 1982, recueil de poésie ; 1985, recueil de poésie)
- Pere Calders (1969, contes ; 1979, contes ; 1984, recueil de nouvelles ; 1995, prose journalistique)
- Quim Monzó (1981, recueil de nouvelles ; 1986, recueil de nouvelles ; 1994, recueil de nouvelles ; 1997, contes)
- Miquel de Palol i Muntanyola (1984, recueil de poésie ; 1990, roman ; 2003, essai ; 2010, roman)
- Jordi Sarsanedas i Vives (ca) (1970, contes ; 1990, recueil de poésie ; 1995, recueil de nouvelles ; 2002, recueil de poésie)

Lauréats de 3 prix
- Terenci Moix (1970, roman ; 1973, roman ; 1977, contes)
- Vicent Andrés Estellés (1973, recueil de poésie ; 1975, recueil de poésie ; 1979, traduction poétique)
- Joan Ferraté i Soler (ca) (1976, traduction poétique ; 1978, essai ; 1979, traduction poétique)
- Maurici Serrahima i Bofill (ca) (1973, œuvre narrative non fiction ; 1979, biographie/mémoire ; 1983, roman)
- Pere Gimferrer (1982, journal ; 1984, prose ; 1989, recueil de poésie)
- Joan Margarit i Consarnau (1983, recueil de poésie ; 1988, recueil de poésie ; 2006, recueil de poésie)
- Joaquim Molas i Batllori (ca) (1984, histoire littéraire ; 1997, critique littéraire ; 2000, étude littéraire)

Lauréats de 2 prix
- Alexandre Cirici i Pellicer (1971, essai ; 1972, essai)
- Joan Fuster (1969, essai ; 1973, essai)
- Pere Quart (1969, recueil de poésie ; 1976, œuvre complète)
- Josep Carner i Puig-Oriol (1974, œuvre narrative non fiction ; 1977, traduction de prose)
- Antoni Tàpies (1975, essai ; 1978, biographie/mémoire)
- Joan Puig i Ferreter (ca) (1976, œuvre narrative non fiction ; 1978, roman)
- Salvador Espriu (1972, recueil de poésie ; 1982, prose)
- Miquel Àngel Riera Nadal (ca) (1975, roman ; 1984, roman)
- Xavier Benguerel i Llobet (1985, traduction poétique ; 1986, traduction poétique)
- Gabriel Ferrater (1967, recueil de poésie ; 1987, bio-bibliographie)
- Marià Villangómez Llobet (ca) (1984, traduction poétique ; 1987, œuvre complète)
- Josep Maria Llompart de la Peña (1981, recueil de poésie ; 1993, recueil de poésie)
- Feliu Formosa i Torres (ca) (1995, recueil de poésie)
- Ricard Torrents i Bertrana (ca) (1996, étude littéraire ; 1997, étude littéraire)
- Jaume Pont Ibáñez (ca) (1991, recueil de poésie ; 1997, recueil de poésie)
- Jesús Moncada (1989, roman ; 1998, roman)
- Miquel Bauçà Rosselló (1991, roman ; 1999, prose)
- Josep Albanell i Tortades (ca) (1979, roman ; 2000, recueil de nouvelles)
- Josep Navarro Santaeulàlia (1990, essai ; 2000, roman)
- Joan Francesc Mira (1985, essai ; 2001, traduction poétique)
- Enric Vicent Sòria i Parra (2001, essai ; 2005, journal)
- Margarita Castells (1997, traduction de prose ; 2006, traduction de prose)
- Margalida Pons i Jaume (ca) (1999, étude littéraire ; 2008, étude littéraire)
- Joan Triadú i Font (ca) (2001, journal ; 2009, biographie/mémoire)
- Josep Maria Castellet (1989, biographie/mémoire ; 2010, biographie/mémoire)
- Julià de Jòdar i Muñoz (2007, roman ; 2011, roman)
- Mercè Ibarz (2014, prose ; 2018, essai)

## Jury
Depuis 2006, le jury est composé de Sebastià Alzamora i Martín, Àlex Broch, Lluïsa Julià, Marta Nadal et Vinyet Panyella i Balcells (ca).